# Carrick (fleuve)
Pour les articles homonymes, voir Carrick.
La rivière Carrick  (anglais : Carrick River ) est un cours d’eau du Fiordland, près du point le plus au sud-ouest de l’Île du Sud de la Nouvelle-Zélande, dans le district de Southland, dans la région de Southland.

## Géographie
Son cours d'eau est orienté de façon prédominante vers le sud et passe à travers de nombreux petits lacs (dont le principal est le Lac Victor, avant d’atteindre la mer au niveau de la crique de «Cove arm» au niveau de ‘Kanáris Sound’ dans les Fiordland.